# Chrysodium umbrosum
Chrysodium umbrosum là một loài dương xỉ trong họ Pteridaceae. Loài này được Mett. ex Hook. mô tả khoa học đầu tiên.
Danh pháp khoa học của loài này chưa được làm sáng tỏ. 